# Trindade Atlético Clube
O Trindade Atlético Clube é uma agremiação esportiva brasileira, sediada na cidade de Trindade, no Estado de Goiás. Tem como cores o branco, azul e vermelho. Manda seus jogos no Estádio Abrão Manoel da Costa com capacidade para 4.000 pessoas.

## História
O Trindade Atlético Clube foi fundado no dia 7 de setembro de 1955. No ano de 2005, em sua estréia no Futebol, o clube conquistou o título de campeão do Campeonato Goiano da Terceira Divisão. No ano seguinte, o Tacão, como é chamado pela sua Torcida, foi vice-campeão da Segunda Divisão, tendo conseguido uma vaga para disputar o Campeonato Goiano de 2007.
Em 2009, presidido pelo Vereador Ucleide de Castro Bueno, mais conhecido como Ferruja, o Tacão realizou sua melhor campanha em toda a sua história de participação no Campeonato Goiano alcançado o sexto lugar.
Em 2010, o clube lutou contra o rebaixamento e só não foi rebaixado por conta do empate contra o Itumbiara, adversário direto que abria a zona. Já em 2011, não teve jeito, o Tacão caiu como Lanterna no  Campeonato Goiano.
Já em 2012, na segunda divisão do Goianão, o Trindade não conseguiu a classificação para a segunda fase por conta de ter uma vitória a menos que o Santa Helena. Em 2013, o Trindade Atlético Clube fez uma campanha espetacular na primeira fase, voltando a elite do Campeonato Goiano, mas perdeu para a Anapolina na decisão. Em 2014, o time sofreu o maior vexame da História no Campeonato Goiano, ele dependia de apenas uma vitória para avançar a semi-final do Goianão, um feito inédito na história do clube, a equipe enfrentava o Anápolis, um time que na ocasião estava no último lugar da competição, e conseguiu derrotar o Trindade por 5 a 1, deixando os torcedores furiosos, muitos acusaram os Jogadores do Trindade, de terem vendido a partida para o Anápolis, que dependia de 2 vitórias para escapar do rebaixamento para a segunda divisão do campeonato goiano.
Já em 2015 o Trindade Atlético Clube conseguiu ficar em 4° lugar no Campeonato Goiano, mas em 2016 foi rebaixado para a segunda divisão do Campeonato Goiano.
Em 2019 o Trindade foi rebaixado para a terceira divisão do campeonato goiano.
Em 2022 o Trindade chegou às semis-finais da terceira divisão do campeonato goiano sendo eliminado pelo Santa Helena.
Em 2023 o clube chegou até a final da Terceira Divisão do Campeonato Goiano, perdendo para a ABECAT por 4 a 1 no agregado.

## Títulos
| Estaduais | Estaduais                            | Estaduais | Estaduais  |
|           | Competição                           | Títulos   | Temporadas |
| --------- | ------------------------------------ | --------- | ---------- |
|           | Campeonato Goiano - Terceira Divisão | 1         | 2005       |

### Participações
|  | Participações em 2025 |

| Competição | Competição        | Temporadas | Melhor campanha            | Estreia | Última | P | R |
| Goiás      | Campeonato Goiano | 8          | 4º colocado (2015)         | 2007    | 2016   |   | 2 |
| Goiás      | 2ª Divisão        | 9          | Vice-campeão (2006 e 2013) | 2006    | 2025   | 2 | 1 |
| Goiás      | 3ª Divisão        | 3          | Campeão (2005)             | 2005    | 2023   | 2 |   |

## Campanhas de destaque

### Estaduais
- Campeonato Goiano: Vice-Campeão Goiano - 2ª Divisão (2006 e 2013)
- Campeonato Goiano: Vice-Campeão Goiano - 3ª Divisão (2023)